# Вер (озеро)
Вер (фр. Lac Vert) — озеро у Верхньому Рейні, Франція. На висоті 1044 м, площа поверхні становить 0,072 км², середня глибина 17 метрів.